# Ultramega OK
Ultramega OK je debutové studiové album americké skupiny Soundgarden. Bylo vydáno 31. října 1988.
Album obsahuje jediný singl "Flower", který byl vydán v květnu 1988. Deska si mimo pozitivních recenzí vysloužila roku 1990 také nominaci na Grammy za nejlepší metalový počin.
Písně "665" a "667" jsou parodiemi na satanisitcké číslo 666. Píseň "One Minute of Silence" je inspirována písní Johna Lennona "Two Minutes Silence". Stejně jako v Lennonově verzi, i ve verzi skupiny není slyšet absolutně nic.

## Skladby
Autory všech písní jsou Chris Cornell, Kim Thayil, Hiro Yamamoto a Matt Cameron, pokud není uvedeno jinak.
| Pořadí | Název                 | Autor       | Délka |
| ------ | --------------------- | ----------- | ----- |
| 1.     | Flower                |             | 3:29  |
| 2.     | All Your Lies         |             | 3:51  |
| 3.     | 665                   |             | 1:37  |
| 4.     | Beyond the Wheel      |             | 4:21  |
| 5.     | 667                   |             | 1:04  |
| 6.     | Mood for Trouble      |             | 4:25  |
| 7.     | Circle of Power       |             | 2:06  |
| 8.     | He Didn't             |             | 2:50  |
| 9.     | Smokestack Lightning  |             | 5:07  |
| 10.    | Nazi Driver           |             | 3:57  |
| 11.    | Head Injury           |             | 2:26  |
| 12.    | Incessant Mace        |             | 6:27  |
| 13.    | One Minute of Silence | John Lennon | 1:01  |

## Sestava
- Chris Cornell – zpěv, akustická kytara
- Kim Thayil – kytara
- Hiro Yamamoto – baskytara
- Matt Cameron – bicí